# Hypnoidus persimilis
Hypnoidus persimilis is een keversoort uit de familie kniptorren (Elateridae). De wetenschappelijke naam van de soort is voor het eerst geldig gepubliceerd in 2001 door Dolin & Cate.